# Palmqvist (släkt)
Palmkvist, Palmqvist eller Palmquist är ett efternamn som förutom av adelsätten Palmqvist har burits av flera svenska släkter.

## Släkten Palmquist från Ockelbo
I Ockelbo socken i Gästrikland tog soldaten Olof Olofsson Munter tillsammans med sina bröder Jonas och Per Alfred namnet Palmquist. Med Olofs son Carl Mauritz Palmquist (Munter) vilken utvandrade 1901 till Kewanee, Illinois i USA och fick tio barn, spreds släktnamnet till Amerika.

## Lotssläkten Palmqvist från Göteborg
Lotsen Johan Edward Berg från Kullens lotshemman i Käringberget utanför Göteborg tog namnet Palmqvist under senare delen av 1800-talet. 

## Släkten Palmqvist från Bornholm
En släkt Palmqvist flyttade under 1902 till Danskagården på Bornholm.

## Släkten Palmqvist från Uleåborg
Från Uleåborg i Finland härstammar en finländsk släkt Palmqvist.